# 千馬光忠

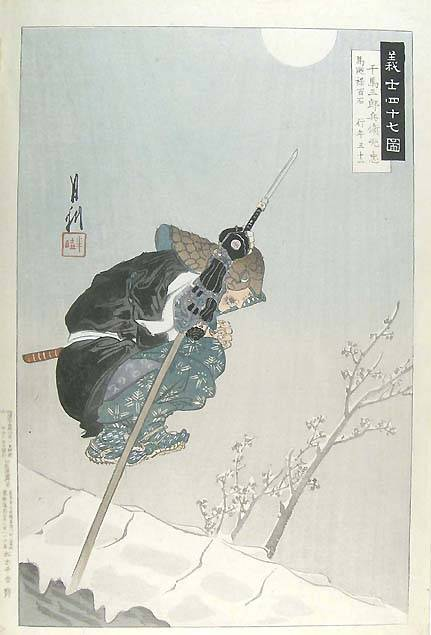
『義士四十七図　千馬三郎兵衛光忠』（尾形月耕画）

千馬 光忠（せんば みつただ、承応2年（1653年） - 元禄16年2月4日（1703年3月20日））は、江戸時代前期の武士。赤穂浪士四十七士の一人。通称は、三郎兵衛（さぶろべえ）。

## 生涯
承応2年（1653年）、摂津高槻藩永井家家臣の千馬求之助光久の次男として誕生。母は播磨赤穂藩浅野家家臣の筑間三右衛門の女子。兄の荊木貞右衛門がいる。
同族で同藩家臣の千馬光利の養子に入った。寛文11年（1671年）8月17日に養父・光利が死去すると、この時に家督を継いだものと考えられる。
赤穂藩では馬廻り役・宗門改役をつとめ、100石を食んだ。しかし、実直で融通が利かない性格だったため、主君の浅野長矩にさえしばしば直言したため不興を買い、ついに元禄10年（1697年）8月18日には閉門を命じられ、禄高も30石に減知される。それでも光忠の直言癖は直らず、長矩との関係は悪くなる一方だったので、元禄14年（1701年）3月初めには光忠の方から浅野家に暇願いを出した。しかしその許しが出る前の3月14日に浅野長矩は吉良義央に刃傷に及び切腹となった。
どんなに嫌われていても主君には違いないため、吉良を討つことを決意し、筆頭家老の大石良雄の盟約に加わった。赤穂城開城後は大坂の兄のもとに身を寄せ、元禄15年（1702年）1月に大石に正式に神文血判書を提出した。9月7日に江戸へ下向し、新麹町四丁目の借家に住んだ。変名は原三助。吉良屋敷討ち入りの際には裏門隊に属した。武林隆重が吉良義央を斬殺し、一同がその首をあげたあとは、伊予松山藩主・松平定直の三田中屋敷にお預けとなり、同家家臣・波賀清大夫の介錯で切腹した。享年51。他の浪士とともに主君・浅野長矩と同じ江戸の高輪泉岳寺に葬られた。法名は刃道互剣信士。

## 創作・逸話
姓は千馬でなく、本当は千葉（ちば）だったが本家が秀吉による北条攻めで没落したため、千葉本家をはばかり千馬（せんば）に改姓したともいう。
創作では、家宝の槍を知らない侍たちに泥棒されかけ、泥棒侍たちを血だるまにして槍を取り戻す。それを偶然、目撃した内匠頭（見ていたのは堀部弥兵衛とする話もある）に仕官が決まる。
また、遺児の千馬宣忠は、備前岡山藩池田家に召抱えられたという。大石良雄が備前の赤穂藩札換金に応じなかった事などの逆恨みで藩士から苛めにあい、父の形見を取上げられてしまった。このため、千馬光忠の遺品『虎徹 千馬三郎兵衛光忠所持佩刀 二尺三寸一分』は赤穂の義士宝物殿に現在はなく、民間に流出してしまっている。